# Oberea batoensis
Oberea batoensis là một loài bọ cánh cứng trong họ Cerambycidae.